# Alberobello
Alberobello – miejscowość i gmina we Włoszech, w regionie Apulia nad Morzem Adriatyckim, w prowincji Bari.
Według danych na styczeń 2009 gminę zamieszkiwały 11 002 osoby przy gęstości zaludnienia 273 os./1 km². Alberobello leży w regionie ekstensywnego rolnictwa. Uprawia się tu głównie oliwki.
Cały region Alberobello słynie z unikatowych form budownictwa – domów typu trulli, które są okrągłe i mają stożkowate dachy z kamienia. Tego typu domki wznoszono z uwagi na kwestie podatkowe. Swego czasu w Apulii pobierano podatki wyłącznie od solidnych, murowanych domów. Mieszkańcy trulli nie musieli więc uiszczać daniny. Trulli wpisane zostały na Listę Światowego dziedzictwa UNESCO. Rocznie miasteczko odwiedza około miliona turystów.

## Współpraca
- Shirakawa-go(inne języki), Japonia
- Gokayama(inne języki), Japonia
- Monte Sant’Angelo, Włochy
- Andria, Włochy
- Harran, Turcja

## Linki zewnętrzne

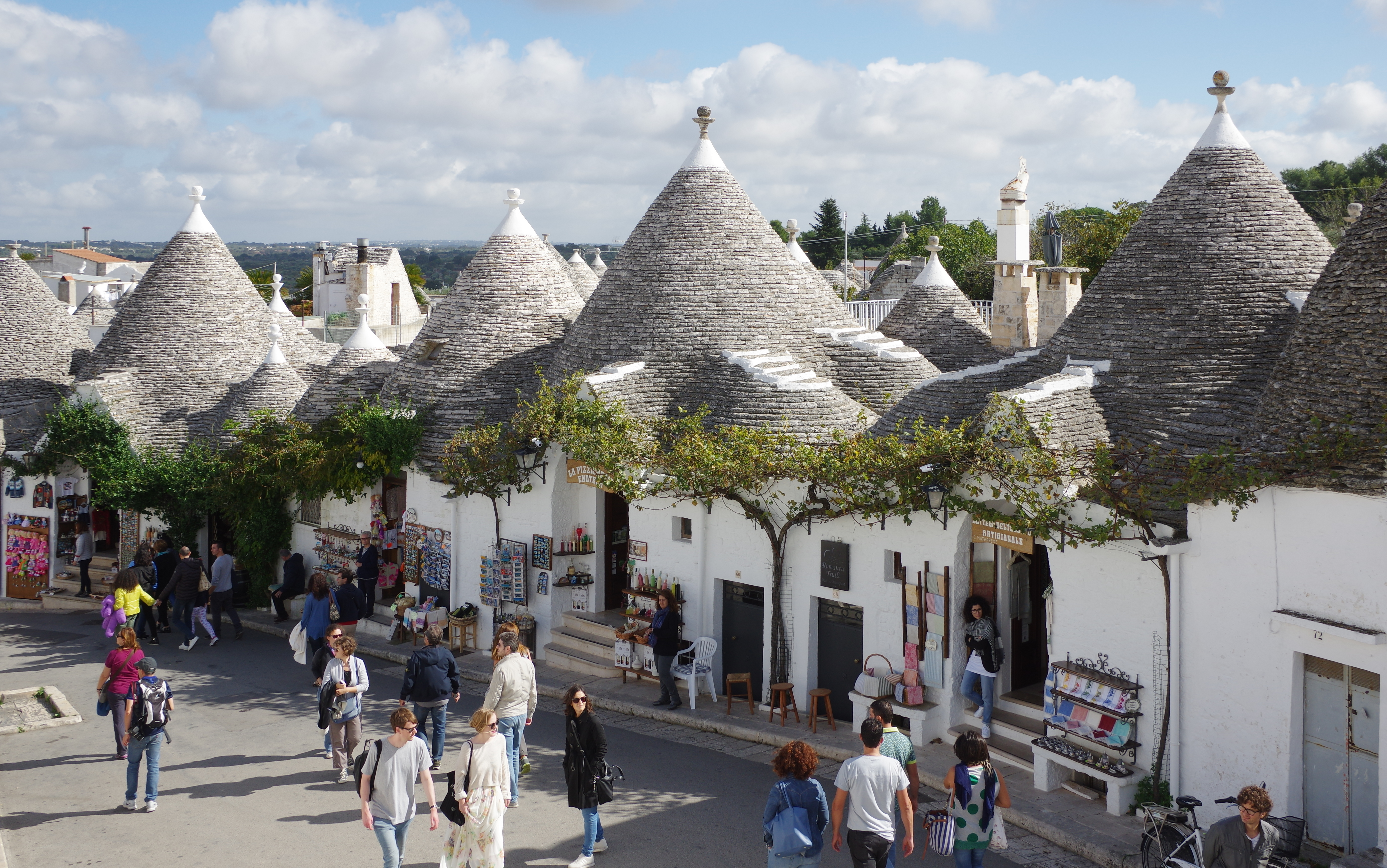
Domy typu trulli w Alberobello

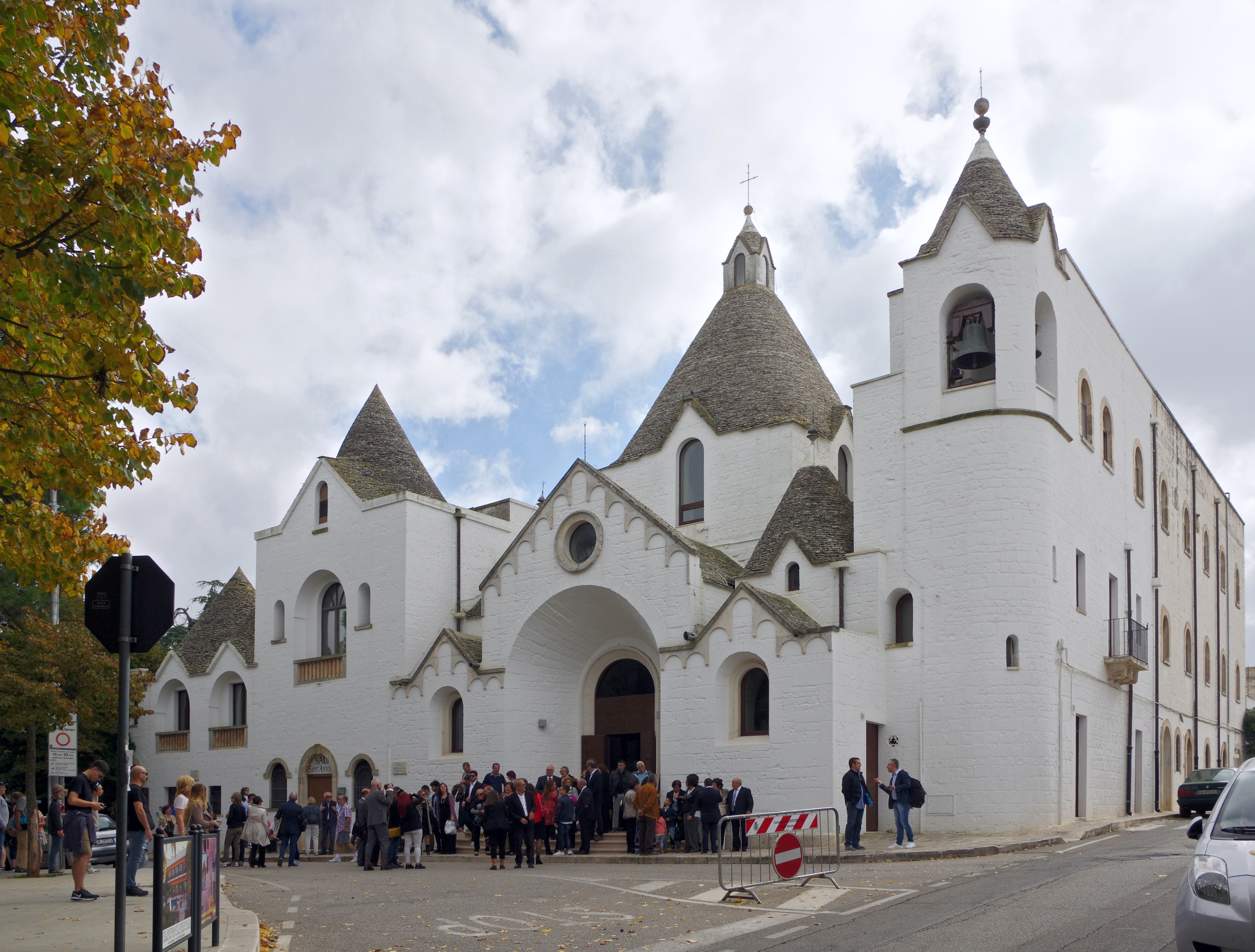
Kościół Św. Antoniego w Alberobello, zbudowany w XX w. przez jednego z ostatnich mistrzów budownictwa typu trulli, czynnych w regionie

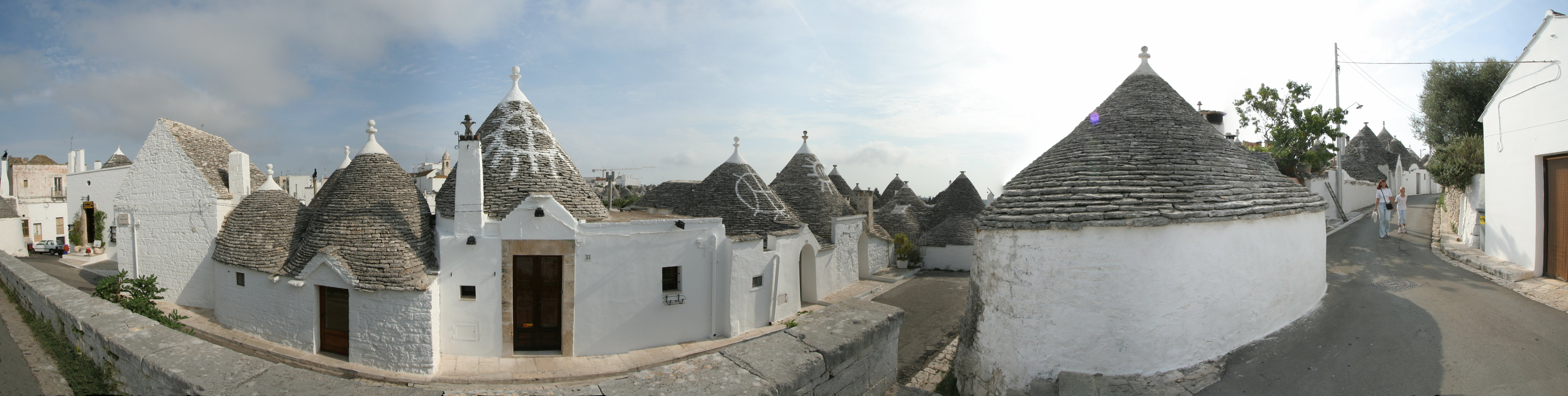
Uliczka w Alberobello